# Мария Колева (МОО)
Вижте пояснителната страница за други личности с името Мария Колева.
Мария Колева е българска медицинска сестра, участничка в Балканските войни, доброволка в Македоно-одринското опълчение, носителка на военни награди. Майка на 10 деца.

## Биография
Родена е в Хасково в 1860 година. Майка е на десет деца.
По време на Балканските войни като милосърдна сестра е в състава на нестроевата рота на 10-а прилепска дружина и на 4-та битолска дружина. Според думите на нейните съвойници тя има „ангелска душа и лъвско сърце“.
За дейността ѝ по време на битката при Шаркьой (1913) е наградена с два ордена „За храброст“, ІІІ и ІV степен, и е повишена в звание „младши подофицер“. Една от изключително малкото жени, удостоени с орден „Свети Александър“ VІ степен с мечове.
През Първата световна война е санитарка в Петдесет и пети пехотен охридски полк. За отличия през войната със сърбите през 1915 година е наградена с военен орден „За храброст“, ІІ степен.
След войните е приета в Съюза на запасните подофицери.
Умира през 1928 година.